# چاه نوده شیخ
چاهنو سفلی، روستایی از توابع بخش مرکزی شهرستان لامرد در استان فارس ایران است.

## جمعیت
این روستا در دهستان سیگار قرار دارد و بر اساس سرشماری مرکز آمار ایران در سال ۱۳۸۵، جمعیت آن ۸۸۵ نفر (۱۷۱ خانوار) بوده‌است.